# Bobby Bowman
Bobby Bowman (...) è uno sceneggiatore e produttore televisivo statunitense.
Ha scritto alcuni episodi per la serie televisiva My Name Is Earl, quali: Sindaco mancato; Non morirò se mi aiutano gli amici 2ª parte e molti altri. Ha prodotto e sceneggiato altre serie tra cui Prima o poi divorzio!. Ha anche scritto quindici episodi de I Griffin ed è stato un ospite del Ben Benson Show. Dal 2010 è uno degli sceneggiatori e dei produttori della serie Aiutami Hope!. Nel 2012 è inoltre stato il co-creatore della serie televisiva Family Tools assieme a Adrian Poynton.